# Greg Rusedski
Gregory "Greg" Rusedski, född 6 september 1973 i Montréal, Kanada är en vänsterhänt, tidigare professionell brittisk tennisspelare.

## Tenniskarriären
Greg Rusedski blev professionell spelare på ATP-touren 1991. Han vann under karriären 15 singel- och 3 dubbeltitlar. Bland singelmeriterna märks seger i Grand Slam Cup 1999 (finalseger över tysken Tommy Haas med siffrorna 6-3, 6-4, 6-7, 7-6). Rusedski rankades som bäst som världsfyra i singel (oktober 1997) och som nummer 67 i dubbel (1995). Han upphörde att tävla på touren i april 2007. Under karriären tjänade han US$8 944 841 i prispengar.
Rusedskis främsta merit som singelspelare är finalplatsen i Grand Slam-turneringen US Open 1997. Han förlorade den finalen mot den australiske spelaren Patrick Rafter. Efter den turneringen rankades han under en period som världsfyra. 
Rusedski vann finalsegrar i olika ATP-turneringar bland andra över spelare som Pete Sampras Andre Agassi och Mark Philippoussis. Han rankades omväxlande med Tim Henman som den främste brittiske spelaren åren runt 2000. 
Mot slutet av karriären var han mycket skadedrabbad.  

## Spelaren och personen
Greg Rusedski föddes i Kanada. Hans mor är brittiska och hans far är av polskt ursprung. Greg utvecklades till en lovande junior i Kanada. År 1995 beslöt han att flytta till England och är sedan dess brittisk medborgare. 
Rusedski är, förutom att vara en skicklig tennisspelare, bekant för sitt häftiga humör på tennisbanan (källa engelska Wikipedia). På grund av humörsvängningar kunde han ibland förlora flera game i rad utan att vinna en enda boll. Han kunde också yttra nedsättande kommentarer till motståndare och domare vilket kunde rendera honom poängavdrag. 
Rusedski är sedan 1999 gift med Lucy Connor. Paret har en dotter född 2006.

## Grand Slam-finaler, singel (1)

### Finalförluster (1)
| År   | Mästerskap | Finalmotståndare | Setsiffror         |
| 1997 | US Open    | Patrick Rafter   | 6-3, 6-2, 4-6, 7-5 |

## Titlar påATP-touren
- Singel
  - 1993 - Newport
  - 1995 - Seoul
  - 1996 - Beijing
  - 1997 - Nottingham, Basel
  - 1998 - Antwerpen, Paris inomhus
  - 1999 - Grand Slam Cup, Wien
  - 2001 - San Jose
  - 2002 - Auckland, Indianapolis
  - 2003 - Nottingham
  - 2004 - Newport
  - 2005 - Newport
- Dubbel
  - 1994 - Newport
  - 1996 - Bournemouth
  - 1999 - London